# Acanthocercus ceriacoi
Acanthocercus ceriacoi — вид ящірок родини агамових (Agamidae). Описаний у 2022 році.

## Назва
Вид названо на честь португальського герпетолога Луїша Мігеля Піреша Серіаку

## Розповсюдження
Ендемік Анголи. Мешкає у центральній та північно-західній частинах Анголи.